# Eueremaeus hokkaiensis
Eueremaeus hokkaiensis är en kvalsterart som beskrevs av K. Fujikawa 1991. Eueremaeus hokkaiensis ingår i släktet Eueremaeus och familjen Eremaeidae. Inga underarter finns listade i Catalogue of Life.